# تقسیم‌کننده پرتو

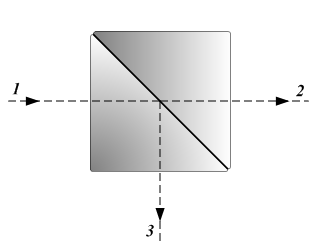
تصویر یک تقسیم کننده پرتو. ۱-پرتو برخورد کننده ۲-نیمی از پرتو منتقل شده ۳-نیمی از پرتو بازتاب شده

تقسیم‌کننده پرتو یک ابزار نوری است که پرتو نور را به دو قسمت تقسیم می‌کند. این وسیله در تداخل‌سنجی کاربرد دارد. این وسیله در متداول‌ترین حالت از چسباندن دو منشور ساخته می‌شود. تقسیم‌کننده پرتو اگر شامل یک صفحهٔ شیشه‌ای با دی‌الکتریک بازتابنده باشد که روی آن قرار دارد باعث ایجاد اختلاف فاز ۰ یا π می‌شود.

## نگارخانه

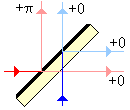
اختلاف فاز در تقسیم‌کننده پرتو با دی‌الکتریک بازتابنده است که روی آن قرار دارد.
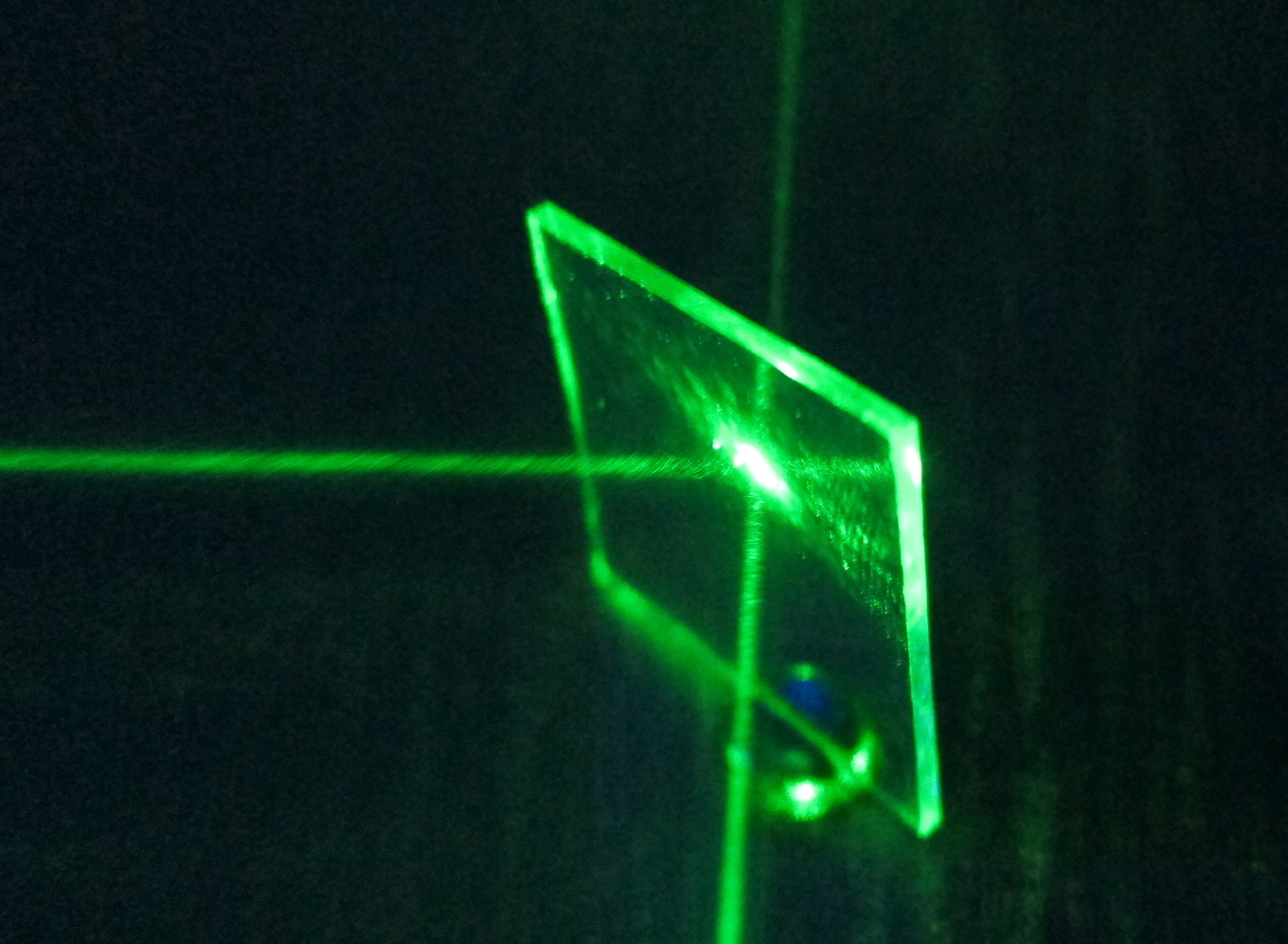
تقسیم‌کننده پرتو که آلومینیوم روی آن قرار دارد.
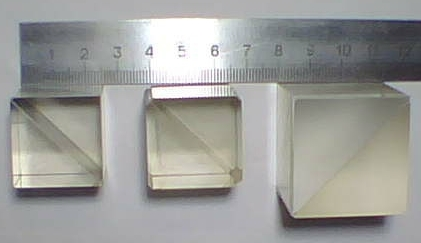
تقسیم کننده‌های پرتو